# 顾乡区
顾乡区，中华人民共和国旧区名。
1953年由哈尔滨市新阳区改置（哈尔滨市原属松江省，1954年改属黑龙江省）。在今黑龙江省哈尔滨市区西部。1956年撤销，并入道里区。 